# Janusz Kamiński (polityk)
Janusz Kamiński (ur. 13 listopada 1933 w Siedlcach) – polski inżynier elektryk, kolejarz i polityk, minister komunikacji w latach 1981–1987, minister transportu, żeglugi i łączności w latach 1987–1989.

## Życiorys
Inżynier elektryk o specjalności trakcji elektrycznej, ukończył studia na Politechnice Warszawskiej. Od 1955 związany z resortem komunikacji, najpierw bezpośrednio w strukturach Polskich Kolei Państwowych będąc zatrudniony od stanowiska starszego mechanika (maszynisty) w Elektrowozowni Warszawa Grochów, w 1969 został zastępcą dyrektora, a od 1970 do 1973 dyrektor Dyrekcji Okręgowej Kolei Państwowych w Warszawie. Następnie w latach 1973–1981 powierzono mu funkcję podsekretarza stanu w Ministerstwie Komunikacji, od 1981 ministra komunikacji w rządach Wojciecha Jaruzelskiego i Zbigniewa Messnera zarazem pełniącego też obowiązki dyrektora generalnego PKP. Od 1987 minister transportu, żeglugi i łączności w rządach Zbigniewa Messnera i Mieczysława Rakowskiego. W 1995 został dyrektorem Biura Handlu Zagranicznego Kamax S.A. w Warszawie a następnie doradcą zarządu Grupy AXTONE S.A.
Od 1960 był członkiem Polskiej Zjednoczonej Partii Robotniczej.

## Odznaczenia[2]
- Krzyż Komandorski Orderu Odrodzenia Polski
- Krzyż Oficerski Orderu Odrodzenia Polski
- Brązowy Krzyż Zasługi
- Medal 30-lecia Polski Ludowej
- Medal 40-lecia Polski Ludowej
- Złoty Medal „Za zasługi dla obronności kraju” (1976)[3]
- Srebrny Order „Gwiazda Przyjaźni między Narodami” (NRD, 1986)[4]